# ماینزا چونا
ماینزا چونا (انگلیسی: Mainza Chona; ۲۱ ژانویهٔ ۱۹۳۰ – ۱۱ دسامبر ۲۰۰۱) سیاست‌مدار اهل زامبیا بود. وی دو مرتبه از ۲۵ اوت ۱۹۷۳ تا ۲۷ مه ۱۹۷۵ و از ۲۰ ژوئیه ۱۹۷۷ تا ۱۵ ژوئن ۱۹۷۸ نخست‌وزیر این کشور بود.
ماینزا چونا در ۱۱ دسامبر ۲۰۰۱، در سن ۷۱ سالگی بر اثر نارسایی کلیوی درگذشت.